# Passerelle Saint-Nicolas
La passerelle Saint-Nicolas franchit la Seine sur une longueur de cent soixante-cinq mètres dans la commune de Conflans-Sainte-Honorine. Elle longe le pont de Conflans.

## Historique
Sur demande du service de la navigation de la Seine et afin de relier le quartier de l'île du Bac sur la rive gauche au centre de Conflans sur la rive droite, l'architecte Philippe Fraleu avance différentes propositions. En définitive, la passerelle est construite à vingt mètres en amont du pont de Conflans et parallèle à son axe. Elle comporte deux « observatoires » vers l'amont en direction du vieux Conflans. En juin 1986, la statue de saint Nicolas a été placée contre la première pile de la rive droite en regardant vers l'amont. Le saint est représenté  bénissant trois enfants placés à l'avant d'une barque et non pas dans le saloir.
Cette nouvelle passerelle se situe sensiblement à l'emplacement de l'ancien pont supportant la RN 184 avant la construction en 1975 du grand viaduc actuel à quatre voies. Les bateliers nommaient ce pont « le pont noir », trop bas sur l'eau : à la moindre crue un peu forte, toute navigation s'y arrêtait. Cet ancien pont fut conservé de 1975 à 1985 pour le passage des piétons et des cyclistes et détruit pour être remplacé par l'actuelle passerelle.
Cette passerelle donne accès à la résidence pavillonnaire de la Garenne à Achères et fait partie de la véloroute avenue Verte London-Paris.